# Poczwarówka jajowata
Poczwarówka jajowata (Vertigo moulinsiana) – atlantycko-śródziemnomorski gatunek małego, lądowego, prawdopodobnie wymierającego ślimaka z rodziny poczwarówkowatych (Vertiginidae). Został opisany naukowo w 1849 przez francuskiego botanika i malakologa Dominique’a Dupuya pod nazwą Pupa moulinsiana.

## Występowanie
Zasięg występowania poczwarówki jajowatej jest porozrywany. Rozciąga się od Irlandii i Pirenejów na zachodzie do Rosji i Armenii na wschodzie, a na południe – po północne krańce Afryki. Najliczniej gatunek ten był notowany w Europie Zachodniej i Środkowej. Poczwarówka jajowata jest gatunkiem lokalnym i rzadkim, występującym na pojedynczych, często zanikających stanowiskach. W Polsce jest znana z nielicznych stanowisk na niżu. Najliczniejsza populacja występuje na stanowisku w Pogorzelcach.

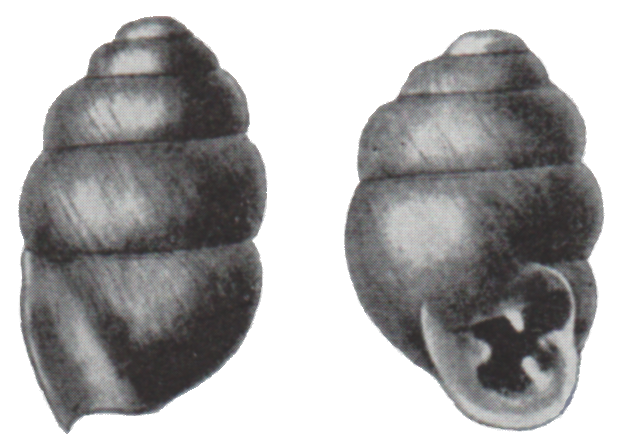
Muszla Vertigo moulinsiana

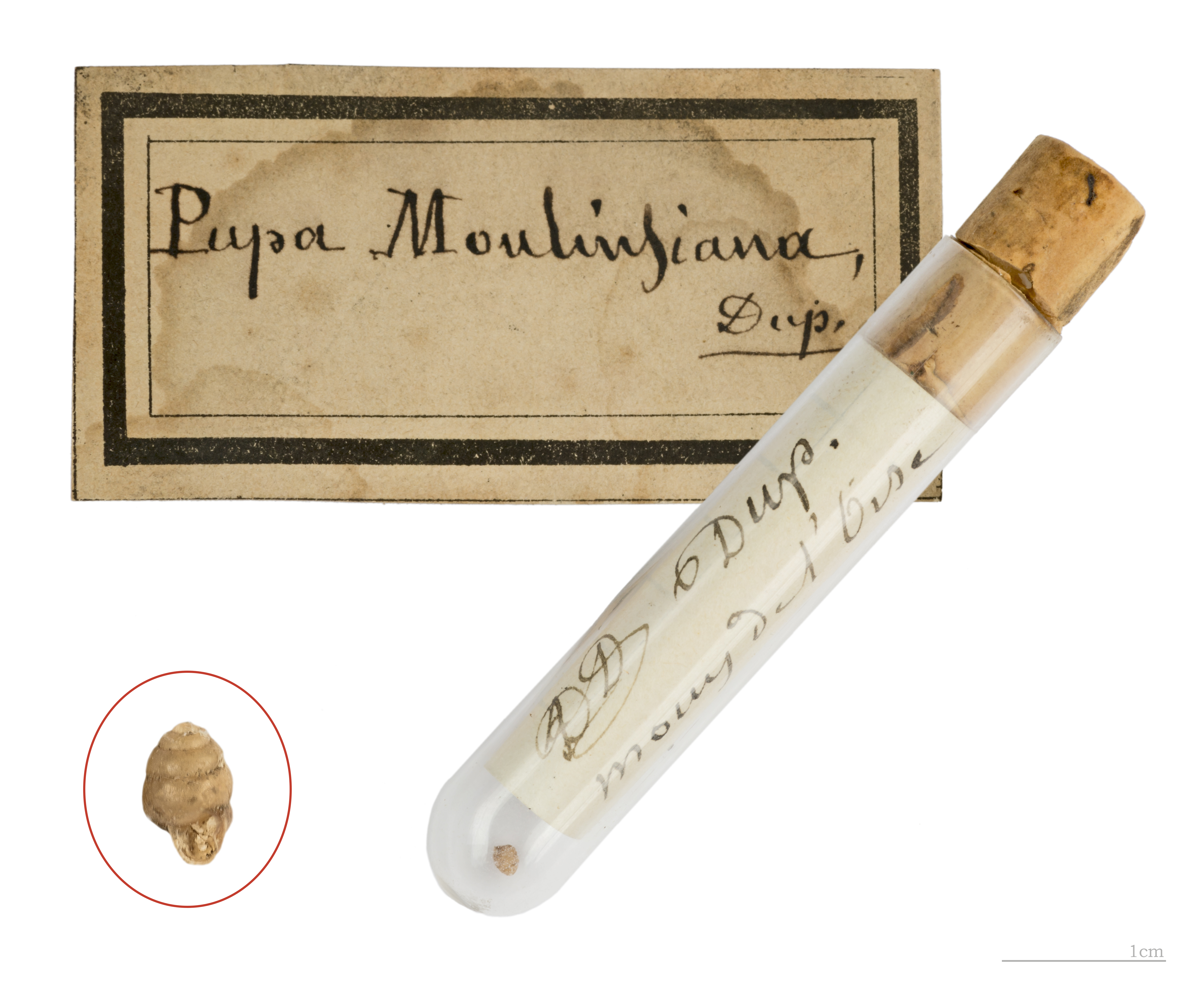
Holotyp

## Budowa
Poczwarówka jajowata jest największym z występujących w Polsce przedstawicieli rodziny Vertiginidae. Muszla o wymiarach 2,25–2,75 × 1,3–1,65 mm, jajowatego kształtu, prawoskrętna, o zabarwieniu żółtawym do czerwonawobrązowego, przeświecająca, lśniąca i prawie gładka, o ostrym brzegu. Otwór muszli jest sercowaty, wydłużony i zaopatrzony w 4–8 ząbków. Brzegi płaszcza i stopy są jasnoszare i szarobiałe, a głowa, czułki i grzbietowa strona stopy ma szare ubarwienie. Liczba skrętów: 3,5–4,5 lub 4,5 do 5,2.
Podobnym, lecz zauważalnie mniejszym i ciemniej ubarwionym gatunkiem występującym w Polsce jest poczwarówka rozdęta (Vertigo antivertigo).

## Biologia i ekologia
Jest to gatunek wilgociolubny, żyjący wśród roślinności szuwarowej, w tym na łanach trzcin, turzyc i manny mielec, na terenach o podłożu wapiennym i z odpowiednio wysokim poziomem wód gruntowych. Przebywa na podmokłych łąkach, bagnach i mokradłach, brzegach rzek i jezior. Wspina się na liście pałki, kosaćca i trzcin na wysokość 30–50 cm nad powierzchnią ziemi lub wody. Zimę spędza na ziemi, wśród resztek roślinnych. W Polsce najmłodsze ślimaki trzymają się blisko powierzchni, większe wspinają się wyżej, tylko dorosłe osobniki mogą wspiąć się na wysokość 1 m. 
Poczwarówka jajowata żywi się mikroorganizmami i grzybami zbieranymi z powierzchni roślin. Jest gatunkiem jajorodnym, hermafrodytycznym. Jaja mają wymiary od 0,55 mm do 0,87 mm.

## Zagrożenia i ochrona
Nie toleruje żadnej ludzkiej interwencji w swoim środowisku. Nigdy nie została stwierdzona w siedliskach regularnie koszonych lub użytkowanych pod wypasanie zwierząt. Zdaniem polskich naukowców głównym zagrożeniem dla tego ślimaka jest osuszanie terenów podmokłych.
Międzynarodowa Unia Ochrony Przyrody do głównych zagrożeń dla Vertigo moulinsiana zalicza zmiany hydrologiczne w obrębie jego stanowisk, w tym pogłębianie i drenaż, brak pastwisk, eutrofizację i zanieczyszczenia, zatapianie, działalność rekreacyjną żeglugi śródlądowej i przystani, fragmentację siedlisk, sztuczne nasadzenia na otwartym terenie, dewastację powodowaną przez zmotoryzowany ruch kołowy, wzrost temperatur i ekstremalnych zjawisk naturalnych, w tym powodzi.
Na terenie Polski gatunek ten jest objęty ścisłą ochroną gatunkową. Na Czerwonej liście zwierząt ginących i zagrożonych w Polsce i w Polskiej czerwonej księdze zwierząt został zaliczony do kategorii CR (gatunki skrajnie zagrożone).  W Czerwonej księdze gatunków zagrożonych IUCN zaliczony do kategorii VU (narażony na wyginięcie). Został ujęty w załączniku II dyrektywy siedliskowej, obejmującym ważne dla Wspólnoty gatunki, których ochrona wymaga wyznaczenia specjalnych obszarów ochrony. Z tych powodów stanowiska występowania tego gatunku w Polsce są pod szczególną ochroną.